# Конвой «Вевак № 15»
Конвой «Вевак № 15» — японський конвой часів Другої світової війни, проведення якого відбувалось у грудня 1943-го.
Пунктом призначення конвою був Вевак на північному узбережжі Нової Гвінеї, де розміщувався головний японський гарнізон на цьому острові. Вихідним пунктом став Палау — важливий транспортний хаб на заході Каролінських островів.
До складу конвою увійшли транспорти «Кайо-Мару», «Самаранг-Мару», «Умегава-Мару» та «Ямагіку-Мару», тоді як охорону забезпечували мисливець за підводними човнами CH-32 та допоміжний мисливець за підводними човнами CHa-3.
Конвой вийшов з порту 17 грудня 1943-го і тієї ж доби до нього приєднався мінний загороджувач «Ширатака», який вийшов напередодні. 21 грудня загін прибув до Веваку, швидко розвантажився та 22 грудня рушив назад. 25 грудня «Ширатака», відокремився та перейшов до охорони конвою «Вевак № 16».
Хоча поблизу Палау регулярно діяли американські підводні човни, а Вевак лежав у межах досяжності ворожої авіації, проте конвой у підсумку пройшов без втрат та 27 грудня повернувся на Палау.